# Chiastopsylla monticola
Chiastopsylla monticola är en loppart som beskrevs av De Meillon et Hardy 1954. Chiastopsylla monticola ingår i släktet Chiastopsylla och familjen Chimaeropsyllidae. Inga underarter finns listade i Catalogue of Life.